# (85212) 1992 RF
(85212) 1992 RF là một tiểu hành tinh vành đai chính. Nó được phát hiện bởi Robert H. McNaught ở Đài thiên văn Siding Spring ở Coonabarabran, New South Wales, Australia, ngày 4 tháng 9 năm 1992.